# Badd Blood: In Your House
Badd Blood: In Your House foi um pay-per-view (PPV) de wrestling profissional produzido pela World Wrestling Federation (WWF, agora WWE). Foi o 18º evento da série In Your House, o evento inaugural sob o nome Bad Blood, e aconteceu em 5 de outubro de 1997, no Kiel Center em St. Louis, Missouri. Sete lutas foram disputadas no evento.
O evento foi notável por apresentar a primeira luta Hell in a Cell da história da promoção, entre The Undertaker e Shawn Michaels, que também marcou a estreia do irmão (em kayfabe) de Undertaker, Kane. Kane interferiu na luta aplicando um Tombstone Piledriver em Undertaker, permitindo que Michaels vencesse e se tornasse o desafiante número um ao WWF Championship contra o então campeão Bret Hart no Survivor Series. O show também marcou a última vez que Vince McMahon participou como comentarista principal em um evento de pay-per-view, dando início à sua carreira como personagem em tela com o personagem Mr. McMahon, baseada em sua persona da vida real. Segundo a WWE, o Montreal Screwjob, ocorrido no Survivor Series 1997, é considerado o início da Attitude Era. Assim, Badd Blood: In Your House foi o último PPV da WWF pertencente à New Generation Era.
Esse foi um dos eventos da série In Your House que mais tarde dariam origem a um PPV anual, substituindo o antigo modelo de criar nomes novos para todos os eventos fora dos "Big Five" (Royal Rumble, WrestleMania, King of the Ring, SummerSlam e Survivor Series). Diferente dos outros eventos que retornaram no ano seguinte após o fim da marca In Your House, o Bad Blood (com apenas um “d”) só voltaria em junho de 2003 como o PPV anual de junho. No entanto, foi descontinuado após a edição de 2004, retornando apenas em outubro de 2024 no 27º aniversário do evento original.
A música-tema do show foi a primeira música-tema do ex-lutador da WWE, Steve Blackman.

## Produção

### Conceito
In Your House foi uma série de eventos mensais de pay-per-view (PPV) de wrestling profissional, produzida pela primeira vez pela World Wrestling Federation (WWF, atualmente WWE) em maio de 1995. Esses eventos iam ao ar nos meses em que a empresa não realizava um dos seus cinco principais PPVs da época (WrestleMania, King of the Ring, SummerSlam, Survivor Series e Royal Rumble) — e, por isso, eram vendidos por um preço mais acessível. Badd Blood: In Your House foi o 18º evento da série In Your House, e aconteceu em 5 de outubro de 1997, no Kiel Center em St. Louis, Missouri.

### Rivalidades
Badd Blood: In Your House consistiu em lutas de wrestling profissional envolvendo lutadores que faziam parte de rivalidades e histórias previamente estabelecidas, desenvolvidas no Monday Night Raw — principal programa televisivo da WWF. Os lutadores assumiam os papéis de heróis ou vilões enquanto seguiam uma sequência de acontecimentos que aumentavam a tensão, culminando em uma luta ou série de lutas no evento.
A rivalidade principal em direção ao Badd Blood envolvia The Undertaker e Shawn Michaels. A rivalidade começou em agosto, no SummerSlam, quando Michaels atuou como árbitro especial na luta pelo WWF Championship entre The Undertaker e Bret Hart. Michaels tentou atingir Hart com uma cadeira, mas acertou acidentalmente Undertaker, fazendo com que Hart vencesse a luta e conquistasse o título. Após uma luta anterior entre Undertaker e Michaels para determinar o desafiante número um pelo WWF Championship terminar em dupla desclassificação no Ground Zero: In Your House, uma luta em uma jaula chamada Hell in a Cell foi marcada para o Badd Blood, sendo essa a primeira Hell in a Cell da história da WWF.
O ex-empresário de The Undertaker, Paul Bearer, teve o rosto queimado por uma bola de fogo lançada por Undertaker no In Your House 14: Revenge of the 'Taker. Bearer comparou o incidente a um incêndio que destruiu a casa funerária e matou os pais de Undertaker, além de possivelmente seu meio-irmão mais novo; Bearer culpava Undertaker pela tragédia, mas este negava qualquer responsabilidade. Bearer afirmou ter provas na forma do meio-irmão de Undertaker, Kane, que estava vivo. Bearer revelou que havia criado Kane após o incêndio e que agora Kane estava chegando à WWF para desafiar Undertaker.
Na tarde do evento, Brian Pillman, que estava escalado para enfrentar Dude Love no show, foi encontrado morto em seu quarto de hotel. O anúncio foi feito aos fãs durante o programa de pré-show de meia hora que antecedeu a transmissão do pay-per-view.

## Evento
| Função:                   | Nome:           |
| ------------------------- | --------------- |
| Comentaristas em inglês   | Vince McMahon   |
| Comentaristas em inglês   | Jim Ross        |
| Comentaristas em inglês   | Jerry Lawler    |
| Comentaristas em espanhol | Carlos Cabrera  |
| Comentaristas em espanhol | Tito Santana    |
| Comentaristas em francês  | Raymond Rougeau |
| Comentaristas em francês  | Jean Brassard   |
| Entrevistadores           | Michael Cole    |
| Entrevistadores           | Dok Hendrix     |
| Anunciador de ringue      | Howard Finkel   |
| Árbitros                  | Tim White       |
| Árbitros                  | Jim Korderas    |
| Árbitros                  | Earl Hebner     |
| Árbitros                  | Mike Chioda     |

### Lutas preliminares
No início do evento, enquanto a Nation of Domination se preparava para sua luta, Vince McMahon mencionou, como já havia sido anunciado no pré-show Free For All, que Brian Pillman havia falecido mais cedo naquele dia (5 de outubro de 1997). Além disso, esse foi o último pay-per-view narrado por McMahon em sua função como principal comentarista da WWF, já que ele deixou a equipe de transmissão no mês seguinte e iniciou sua carreira como lutador em tela, adotando um personagem baseada em sua persona da vida real, com o nome de ringue Mr. McMahon.
O evento começou com a Nation of Domination enfrentando o The Legion of Doom no que deveria ser uma luta de trios. No entanto, Ken Shamrock (que seria o parceiro de Hawk e Animal) estava fora devido a uma lesão. Faarooq interferiu em favor de seus companheiros da Nation, o que permitiu que Kama Mustafa acertasse Hawk na parte de trás da cabeça com um chute, e Rocky Maivia aplicasse o Rock Bottom para a vitória por pinfall.
Devido à morte de Brian Pillman, sua luta contra Dude Love foi cancelada, e duas lutas precisaram ser adicionadas de última hora ao card para preencher o tempo. A primeira delas foi uma luta de duplas de anões, colocando Max Mini e Nova contra Tarantula e Mosaic; Max Mini e Nova saíram vitoriosos quando Mini fez o pin em Tarantula, apesar de este ter levantado o ombro após a contagem de dois.
Os Headbangers então defenderam os WWF Tag Team Championships contra os Godwinns. No final da luta, Phineas pegou Mosh tentando o Mosh Pit e aplicou um powerbomb para o pinfall, enquanto Uncle Cletus segurava Thrasher para impedir o salvamento. Após o combate, os novos campeões agrediram os antigos, só parando quando ameaçados de perder os cinturões.
Em seguida, foi realizada uma Cerimônia de Lendas para homenagear alguns dos ícones da luta livre de St. Louis. A cerimônia foi apresentada por Jim Ross e Sunny. Os lutadores homenageados incluíram Gene Kiniski, Jack Brisco, Dory Funk Jr., Harley Race, Terry Funk, Lou Thesz e o promotor Sam Muchnick.
A próxima luta foi a final do torneio pelo Intercontinental Championship, onde Owen Hart enfrentou Faarooq pelo cinturão que Stone Cold Steve Austin foi forçado a deixar vago devido a uma lesão sofrida no SummerSlam em agosto. Austin estava à beira do ringue para o combate, pois entregaria o cinturão ao vencedor. Ele também atuou como árbitro convidado e comentarista especial, influenciando o desfecho ao atingir Faarooq com o cinturão, nocauteando-o enquanto o Comissário Slaughter, também presente para evitar incidentes, estava distraído. Hart então aplicou o pinfall em Faarooq, conquistando o Intercontinental Championship.
O segundo dos dois combates adicionados devido ao cancelamento da luta de Pillman foi uma luta de duplas de quartetos, colocando os Disciples of Apocalypse contra Los Boricuas. Os DOA venceram a luta após Crush aplicar um pinfall em Jesús Castillo, seguindo um tilt-a-whirl backbreaker.
Em seguida, o Campeão da WWF Bret Hart e The British Bulldog enfrentaram Vader e The Patriot em uma luta de duplas. Originalmente programada para ser uma luta de captura da bandeira, onde o objetivo era ir ao canto do adversário e pegar a bandeira do país dele (Canadá ou Estados Unidos) para vencer, a luta foi alterada para permitir pinfalls e submissões devido às lesões de todos os quatro competidores. A mudança possibilitou que Hart rolasse The Patriot e o pinasse para a vitória. Após a luta, ambos os membros da equipe americana atacaram os adversários. A luta é notável por ter dois fãs que tentaram entrar no ringue para interferir.

### Luta principal
O evento principal da noite foi a luta entre Shawn Michaels e The Undertaker na primeira Hell in a Cell da história, com o vencedor ganhando o direito de enfrentar Bret Hart pelo WWF Championship no Survivor Series de novembro. Michaels entrou inicialmente acompanhado por Triple H, Chyna e Rick Rude, seus aliados no D-Generation X, mas após a porta da jaula ser trancada, os três foram obrigados a deixar o ringue.
Undertaker atacou Michaels desde o começo, e este teve dificuldades para reagir nos minutos iniciais. Aproximadamente na metade da luta, um câmera foi (em kayfabe) ferido, o que forçou a abertura da porta da jaula. Michaels e Undertaker lutaram do lado de fora; Michaels foi lançado de rosto contra a jaula, começando a sangrar intensamente. Os dois subiram no topo da jaula e continuaram a luta, que terminou com Michaels pendurado na lateral da jaula enquanto Undertaker pisava em suas mãos, fazendo Michaels cair através da mesa de transmissão espanhola.
Ambos retornaram para dentro da jaula, que foi trancada novamente. No final da luta, Undertaker atingiu Michaels com uma cadeira. Enquanto Michaels estava inconsciente, Undertaker fez um gesto, mas as luzes da arena se apagaram e uma música de órgão começou a tocar. Em segundos, uma luz vermelha tomou conta do local e Paul Bearer entrou no ringue acompanhado por Kane, que fazia sua estreia.
Kane arrancou a porta da jaula de suas dobradiças, atacou o árbitro Earl Hebner e entrou no ringue. Ele então acendeu as luzes com seu gesto característico de invocar fogo nos cantos da arena e aplicou um Tombstone Piledriver em Undertaker antes de sair da jaula. Michaels então rastejou até Undertaker e, com o árbitro Hebner ainda se recuperando, fez o pin para vencer a luta.

## Recepção
O evento principal recebeu a classificação de 5 estrelas por Dave Meltzer, sendo esta a última luta da WWF/WWE a receber tal honraria até o confronto entre John Cena e CM Punk no Money in the Bank 2011. A próxima Hell in a Cell a conquistar a avaliação máxima só ocorreria quase 25 anos depois, em uma luta entre Cody Rhodes e Seth Rollins, com uma terceira acontecendo no 27º aniversário deste evento, em uma luta entre CM Punk e Drew McIntyre. O pay-per-view teve um buyrate de 0,60, equivalente a aproximadamente 240 mil compras.
Em 2015, Kevin Pantoja, do 411Mania, avaliou o evento com nota 5.0 [Não muito bom], afirmando: "O show em si foi bem chato até o final. Tirando o evento principal, apenas duas lutas receberam duas estrelas e mal atingiram isso. Talvez isso tenha sido por causa das emoções após a morte de um colega, mas todo mundo, fora da luta principal, parecia estar só cumprindo tabela. Falando da jaula, ela é a única razão para você assistir e salva o evento de ser uma nota terrível. É uma das maiores lutas de todos os tempos."

## Depois do evento
Nas semanas seguintes do Badd Blood, até o Survivor Series, a D-Generation X e a Hart Foundation se envolveram em uma rivalidade que girava principalmente em torno de Bret Hart ser canadense. Michaels aproveitou várias ocasiões para desrespeitar a bandeira do Canadá, inclusive na luta entre os dois no evento. A própria luta ficou marcada pelo desfecho controverso que entrou para a história do wrestling como o Montreal Screwjob. Após isso, Bret Hart deixou a World Wrestling Federation (WWF) para atuar na rival World Championship Wrestling (WCW).
Austin e Owen Hart retomaram a rivalidade interrompida após o SummerSlam devido à lesão de Owen. Austin fez questão de interferir em todas as defesas de título de Owen para garantir que ele mantivesse o cinturão até o Survivor Series, onde planejava tirar o título dele. Austin conseguiu exatamente isso e manteve o campeonato pela maior parte do restante do ano.
The Patriot desapareceu da WWF após o Badd Blood por causa de lesões, mas Vader continuou lutando e participou de uma luta de oito de quartetos no Survivor Series, onde foi derrotado por Davey Boy Smith. Depois, Vader iniciou uma rivalidade com Goldust, que durou até o Royal Rumble.
Ken Shamrock retornou de suas lesões logo após Badd Blood e passou a mirar no WWF World Heavyweight Championship. Ele teve uma oportunidade no evento D-Generation X: In Your House, quando enfrentou Shawn Michaels, vencendo a luta por desqualificação. Após isso, Shamrock retomou sua rivalidade com a Nation of Domination, focando especialmente em Rocky Maivia, que nessa época já era conhecido como The Rock.
Os Godwinns perderam os títulos de duplas para a Legion of Doom no episódio do Raw Is War de 13 de outubro, transmitido oito dias após o Badd Blood. Pouco depois, a equipe começou a perder destaque no card, sendo eventualmente desfeita e reformulada. Os Headbangers voltaram a disputar o WWF Tag Team Championship por um curto período antes de desafiar pelo NWA World Tag Team Championship, quando esse cinturão passou a aparecer na programação da WWF como parte da invasão da NWA na WWF. Mosh e Thrasher venceram o Rock 'n' Roll Express pelos títulos em fevereiro de 1998, mas perderam para Bob Holly e Bart Gunn, versão reformulada do The Midnight Express, no mês seguinte.
Kane venceu sua luta de estreia contra Mankind no Survivor Series e iniciou diversas rivalidades com outros lutadores, com a intenção de eventualmente trazer seu irmão, The Undertaker, para o ringue com ele. Durante meses, Undertaker se recusou firmemente a enfrentar Kane, não querendo lutar contra seu irmão. Undertaker retornou aos pay-per-views no D-Generation X: In Your House, perdendo para Jeff Jarrett por desqualificação, após Kane, que inicialmente parecia ajudar Jarrett, dar um chokeslam nele, resultando na vitória de Jarrett por desqualificação. A rivalidade de Undertaker com Shawn Michaels continuou até o Royal Rumble do ano seguinte. No Royal Rumble de janeiro de 1998, Undertaker enfrentou Michaels pela última vez em uma luta de caixão pelo WWF Championship. Undertaker perdeu a luta depois que Kane e Paul Bearer, que foram ao ringue parecendo que ajudariam Undertaker, o atacaram e o trancaram dentro do caixão, dando a vitória a Michaels. Após a luta, Kane golpeou o caixão ainda trancado com um machado, derramou gasolina sobre ele e ateou fogo. Esse evento foi suficiente para que Undertaker finalmente aceitasse lutar contra seu irmão, e os dois iniciaram a rivalidade com uma luta na WrestleMania XIV, que Undertaker venceu após aplicar três tombstone piledrivers.
A marca In Your House foi descontinuada após o evento St. Valentine's Day Massacre: In Your House de fevereiro de 1999, quando a companhia passou a adotar nomes permanentes para cada um de seus PPVs mensais, mas foi revivida em 2020 como parte da série TakeOver d NXT. Depois de seis anos e após a promoção ter sido renomeada para World Wrestling Entertainment (WWE) no início de 2002, o Bad Blood (agora estilizado com apenas um “d” em “Bad”) voltou em 2003 como um evento próprio de PPV e foi exclusivo para os lutadores da marca Raw, uma subdivisão da WWE chamada extensão de marca, na qual a promoção dividiu seu elenco em duas marcas separadas, Raw e SmackDown!, onde os lutadores eram designados exclusivamente para se apresentar. No entanto, foi um PPV de curta duração, pois o Bad Blood foi descontinuado após o evento de 2004, que também foi exclusivo do Raw. O Badd Blood: In Your House foi notável por introduzir a luta Hell in a Cell, que foi o combate principal em cada evento Bad Blood e se tornou a base para o futuro PPV Hell in a Cell, iniciado em 2009.

## Resultados
| Nº                                          | Resultados | Estipulações                                                                               | Tempo |
| ------------------------------------------- | --- | ------------------------------------------------------------------------------------------ | ----- |
| 1                                           | Nation of Domination (D'Lo Brown, Kama Mustafa e Rocky Maivia) derrotaram The Legion of Doom (Animal e Hawk)                                            | Luta Handicap                                                                              | 12:20 |
| 2                                           | Max Mini e Nova derrotaram Mosaic e Tarantula | Luta de duplas                                                                             | 6:43  |
| 3                                           | The Godwinns (Henry O. Godwinn e Phineas I. Godwinn) (com Uncle Cletus) derrotaram The Headbangers (Mosh e Thrasher) (c)                                | Luta de duplas pelo WWF Tag Team Championship                                              | 12:18 |
| 4                                           | Owen Hart derrotou Faarooq | Luta individual pelo vago WWF Intercontinental Championship                                | 7:16  |
| 5                                           | Disciples of Apocalypse (8-Ball, Chainz, Crush, e Skull) derrotaram Los Boricuas (Jesús Castillo Jr., José Estrada Jr., Miguel Pérez Jr., e Savio Vega) | Luta de quartetos                                                                          | 9:11  |
| 6                                           | The Hart Foundation (Bret Hart e The British Bulldog) derrotaram The Patriot e Vader                                                                    | Luta de bandeira                                                                           | 23:13 |
| 7                                           | Shawn Michaels derrotou The Undertaker | Luta Hell in a Cell para determinar o desafiante #1 ao WWF Championship no Survivor Series | 30:00 |
| (c) – Refere-se aos campeões antes da luta. | |                                                                                            |       |

### Chaveamento do torneio pelo Intercontinental Championship
O torneio para determinar o novo Campeão Intercontinental da WWF foi realizado entre 8 de setembro e 5 de outubro de 1997, com as finais ocorrendo em 5 de outubro no pay-per-view. As chaves do torneio foram:
|  | Quartas de final | Quartas de final | Quartas de final |           |    | Semifinais | Semifinais | Semifinais |  |  | Final | Final | Final |  |
|  |                  |                  |                  |           |    |            |            |            |  |  |       |       |       |  |
|  | Brian Pillman    | Brian Pillman    | DQ               |           |    |            |            |            |  |  |       |       |       |  |
|  | Brian Pillman    | Brian Pillman    | DQ               |           |    |            |            |            |  |  |       |       |       |  |
|  | Dude Love        |                  |                  |           |    |            |            |            |  |  |       |       |       |  |
|  |                  | Brian Pillman    |                  |           |    |            |            |            |  |  |       |       |       |  |
|  |                  |                  |                  |           |    |            |            |            |  |  |       |       |       |  |
|  |                  |                  | Owen Hart        | Owen Hart | DQ |            |            |            |  |  |       |       |       |  |
|  | Owen Hart        | Owen Hart        | Owen Hart        | Owen Hart | DQ | DQ         |            |            |  |  |       |       |       |  |
|  | Owen Hart        | Owen Hart        |                  |           |    |            |            |            |  |  |       |       |       |  |
|  | Goldust          |                  |                  |           |    |            |            |            |  |  |       |       |       |  |
|  |                  | Owen Hart        | Owen Hart        | Pin       |    |            |            |            |  |  |       |       |       |  |
|  |                  |                  |                  |           |    |            |            |            |  |  |       |       |       |  |
|  |                  |                  | Faarooq          |           |    |            |            |            |  |  |       |       |       |  |
|  | Faarooq1         |                  |                  |           |    |            |            |            |  |  |       |       |       |  |
|  |                  |                  |                  |           |    |            |            |            |  |  |       |       |       |  |
|  | Ken Shamrock     |                  |                  |           |    |            |            |            |  |  |       |       |       |  |
|  |                  | Faarooq          | Faarooq          | DQ        |    |            |            |            |  |  |       |       |       |  |
|  |                  |                  |                  | DQ        |    |            |            |            |  |  |       |       |       |  |
|  |                  |                  | Ahmed Johnson    |           |    |            |            |            |  |  |       |       |       |  |
|  | Ahmed Johnson    | Ahmed Johnson    | Pin              |           |    |            |            |            |  |  |       |       |       |  |
|  | Ahmed Johnson    | Ahmed Johnson    | Pin              |           |    |            |            |            |  |  |       |       |       |  |
|  | Rocky Maivia     |                  |                  |           |    |            |            |            |  |  |       |       |       |  |

Ken Shamrock venceu a luta inicialmente, mas sofreu uma lesão, então Faarooq avançou.